# Indicatif régional 956

Carte de l'État du Texas avec les territoires de ses indicatifs régionaux. L'indicatif régional 956 est en blanc.

L'indicatif régional 956 est l'un des multiples indicatifs téléphoniques régionaux de l'État du Texas aux États-Unis.
Cet indicatif dessert le sud de l'État, plus précisément les régions de Brownsville, McAllen, Laredo et South Padre Island.
La carte ci-contre indique en blanc le territoire couvert par l'indicatif 956.
L'indicatif régional 956 fait partie du plan de numérotation nord-américain.

## Comtés desservis par l'indicatif
Cameron, Hidalgo, Jim Hogg, La Salle, Starr, Webb, Willacy et Zapata

## Villes desservies par l'indicatif
Álamo, Brownsville, Combes, Delmita, Donna, Edcouch, Edinburg, Elsa, Encinal, Falcon Heights, Garciasville, Grulla, Guerra, Hargill, Harlingen, Hidalgo, La Blanca, La Feria, La Joya, La Villa, Laredo, Lasara, Linn, Lopeno, Los Ebanos, Los Fresnos, Los Indios, Lozano, Lyford, McAllen, Mercedes, Mission, Olmito, Penitas, Pharr, Port Isabel, Port Mansfield, Progreso, Raymondville, Rio Grande City, Rio Hondo, Roma, Salineno, San Benito, San Isidro, San Juan, San Perlita, San Ygnacio, Santa Elena, Santa Maria, Santa Rosa, Sebastian, South Padre Island, Sullivan City, Weslaco et Zapata